# Laila Traby
Laila Traby (El Aiún, Sahara Occidental, 26 de marzo de 1979) es una atleta francesa, especialista en la prueba de 10000 m en la que llegó a ser medallista de bronce europea en 2014.

## Carrera deportiva
En el Campeonato Europeo de Atletismo de 2014 ganó la medalla de bronce en los 10000 metros, con un tiempo de 32:26.03 segundos que fue su mejor marca personal, llegando a meta tras la británica Joanne Pavey y su compatriota la también francesa Clémence Calvin (plata).